# NGC 478
NGC 478 هي مجرة حلزونية تقع في كوكبة قيطس (كوكبة). تبعد ما يقارب من 283 مليون سنة ضوئية من الأرض واكتشفهاعالم الفلك فرانسيس ليفينوورث في عام 1886.

## وصلات خارجية
- NGC 478 على موقع ويكي سكاي: DSS2, SDSS, GALEX, IRAS, Hydrogen α, X-Ray, Astrophoto, Sky Map, Articles and images